# Unter den Linden
Unter den Linden (in italiano; "Sotto i tigli") è un'arteria viaria sull'asse Est-Ovest della capitale tedesca Berlino, nel quartiere Mitte, che corre dal Fridericianum Forum a Pariser Platz. 

## Ubicazione e utilizzo

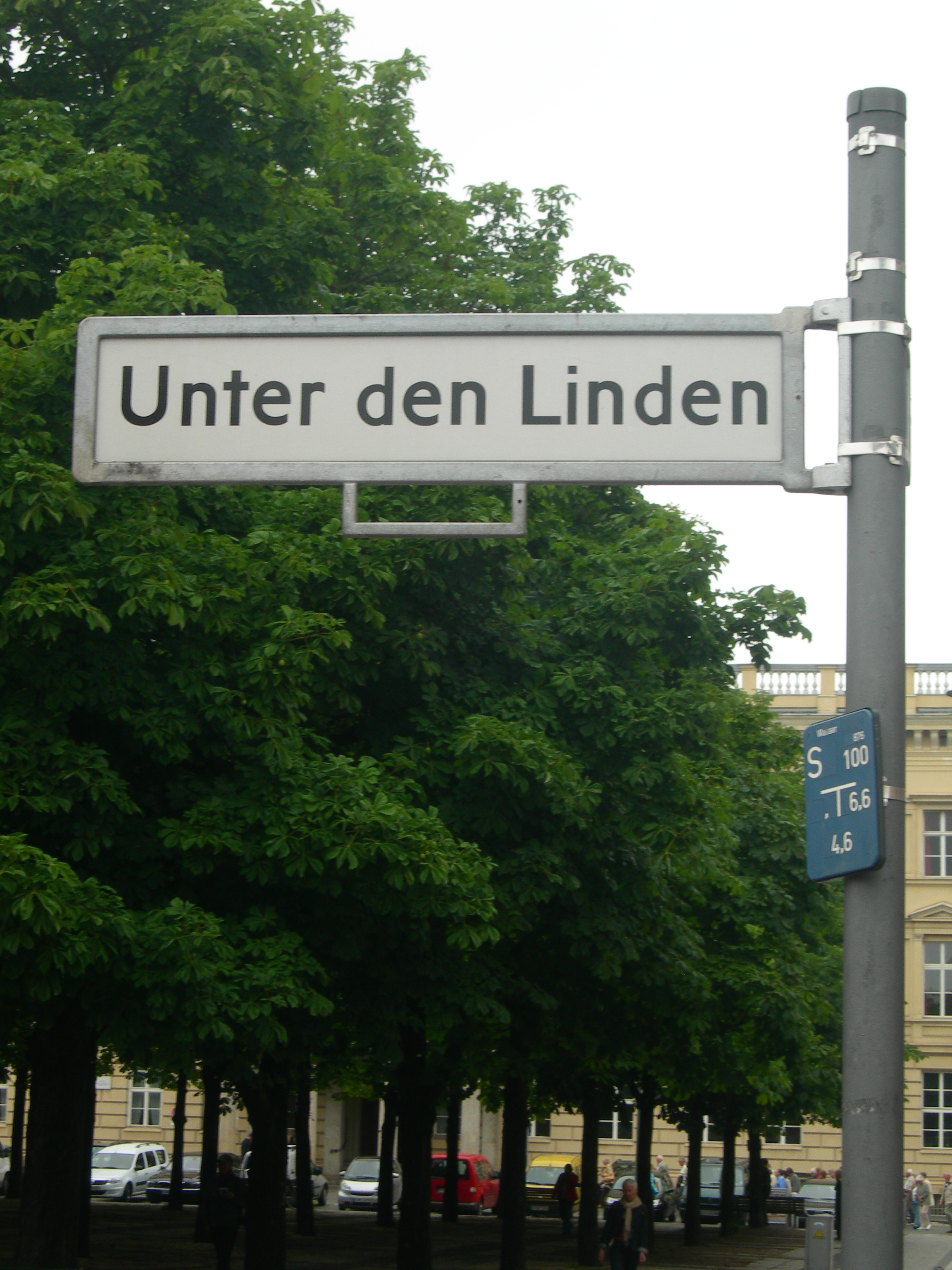
Palina segnaletica

La strada prosegue verso ovest con il nome di Straße des 17. Juni e verso est come Karl-Liebknecht-Straße.
Il tratto est, compreso fra Glinkastraße e Schloßplatz, è parte delle strade federali B 2 e B 5.
Il traffico automobilistico scorre ai lati della carreggiata centrale.

## Storia
Un viale di tigli, esteso dal castello fino alla porta della città, venne piantato nel 1647 da Federico Guglielmo I di Brandeburgo, il "Grande Elettore", che voleva cavalcare fino al parco di caccia del Tiergarten circondato da un appropriato splendore barocco. Questo tratto divenne la più grande e famosa strada di Berlino. Il viale fu ampliato nel 1701 sotto il regno di Federico I divenendo uno dei più importanti assi est-ovest della città. Da allora il viale ha cambiato più volte fisionomia anche grazie alla diversa disposizione dei tigli (su sei file a inizio Ottocento, su 4 alla fine dello stesso secolo).
Nel 1935 alcuni dei tigli vennero abbattuti per rendere possibile la costruzione del tratto sotterraneo della S-Bahn; un abbattimento di tutti i tigli del viale risulta solo in opere letterarie. L'Unter den Linden divenne parte dell'asse est-ovest che conduceva all'Olympiastadion, completato per l'Olimpiade del 1936 e destinato ad essere il primo tassello del ridisegno di Berlino nella nuova Welthauptstadt Germania secondo i progetti di Albert Speer.
Nel dopoguerra vi furono costruiti molti edifici governativi e rappresentativi della Repubblica Democratica Tedesca, oltre a sedi di ambasciate.

## Edifici notevoli
Sul lato sinistro:
- al n. 1 l'Alte Kommandantur, edificato originalmente nel XVII secolo, ricostruito in stile neorinascimentale attorno al 1873, pesantemente danneggiato durante la seconda guerra mondiale, demolito per far posto al Ministero degli affari esteri, a sua volta demolito nel 1995, e ricostruito nelle sue forme tardo ottocentesche. Inaugurato nel novembre 2003, attualmente è occupato dalla Bertelsmann[1];
- al n. 3 il Kronprinzenpalais, palazzo barocco costruito su progetto di Philipp Gerlach[2];
- al n. 5, in angolo con Oberwallstraße 1-2, il Prinzessinnenpalais, costruito nel 1733 su progetto di Friedrich Wilhelm Ditterichs[3];
- al n. 7 il Teatro dell’Opera (Staatsoper), costruito dal 1741 al 1743 su progetto di Georg Wenzeslaus von Knobelsdorff[3];
- al n. 9 l'Altes Palais, costruito dal 1834 al 1837 su progetto di Carl Ferdinand Langhans il Giovane[4];
- al n. 11 il Gouverneurshaus, costruito dal 1963 al 1964 su progetto di Fritz Meinhardt riutilizzando elementi del distrutto Niederländisches Palais[5];
- ai nn. 19-23 il complesso commerciale Lindencorso, costruito dal 1994 al 1997 su progetto di Christoph Mäckler[6][7];
- al n. 37 il complesso dell’Hotel Westin Grand Berlin, costruito dal 1985 al 1987 su progetto di Ehrhardt Gißke[8];
- al n. 41 il complesso residenziale e direzionale annesso alla Komische Oper, costruito dal 1964 al 1966 su progetto di Emil Schmidt, Heinz Dübel e Peter Skuijn[9];
- ai nn. 63-65 l’edificio dell’ambasciata russa, costruito dal 1950 al 1953 su progetto di A. Stryshewski, Lebendinskij, Sichert e Friedrich Skuijn[10] L'ambasciata occupa il sito del distrutto Hotel Bristol;
- ai nn. 75-77 l’Hotel Adlon, ricostruito dal 1995 al 1997 su progetto dello studio Patzsche & Klotz[11][12].

Sul lato destro:
- al n. 2 l’Arsenale (Zeughaus), costruito dal 1695 al 1706 su progetto di Johann Arnold Nering[13];
- al n. 4 la Neue Wache, costruita dal 1816 al 1818 su progetto di Karl Friedrich Schinkel[2];
- al n. 6 la sede dell’Università Humboldt, costruita dal 1748 al 1753 su progetto di Georg Wenzeslaus von Knobelsdorff[4];
- al n. 8 la sede della Biblioteca Nazionale (Staatsbibliothek), costruita dal 1903 al 1914 su progetto di Ernst von Ihne[14];
- al n. 10 un edificio commerciale, costruito dal 1865 al 1867 come albergo, e ristrutturato dal 1911 al 1912 su progetto di Kurt Berndt e A.F.M. Lange[15];
- al n. 12 un edificio commerciale, costruito dal 1909 al 1910 su progetto di Max Grünfeld[15];
- ai nn. 26-40 un gruppo di edifici commerciali (oggi sede degli studi televisivi ZDF, costruiti dal 1910 al 1911 su progetto di Kurt Berndt e A.F.M. Lange[6];
- al n. 42 la casa Pietzsch, costruita dal 1993 al 1994 su progetto di Jürgen Sawade[16];
- al n. 80 un edificio residenziale e commerciale, costruito dal 1997 al 2000 su progetto dello studio Laurids e Manfred Ortner con Hans Peter Wulff[11][17].

## Galleria d'immagini

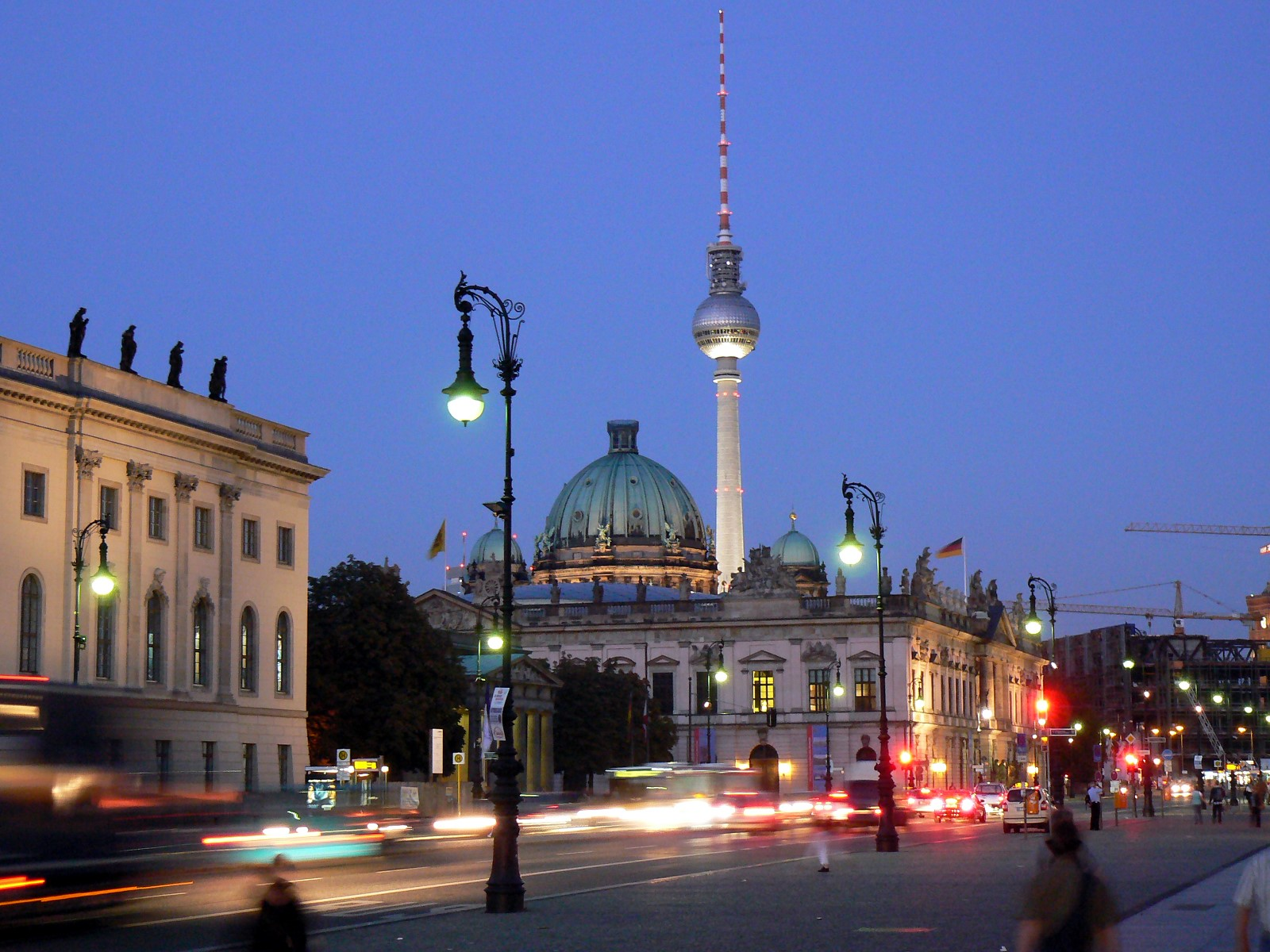
Unter den Linden di sera
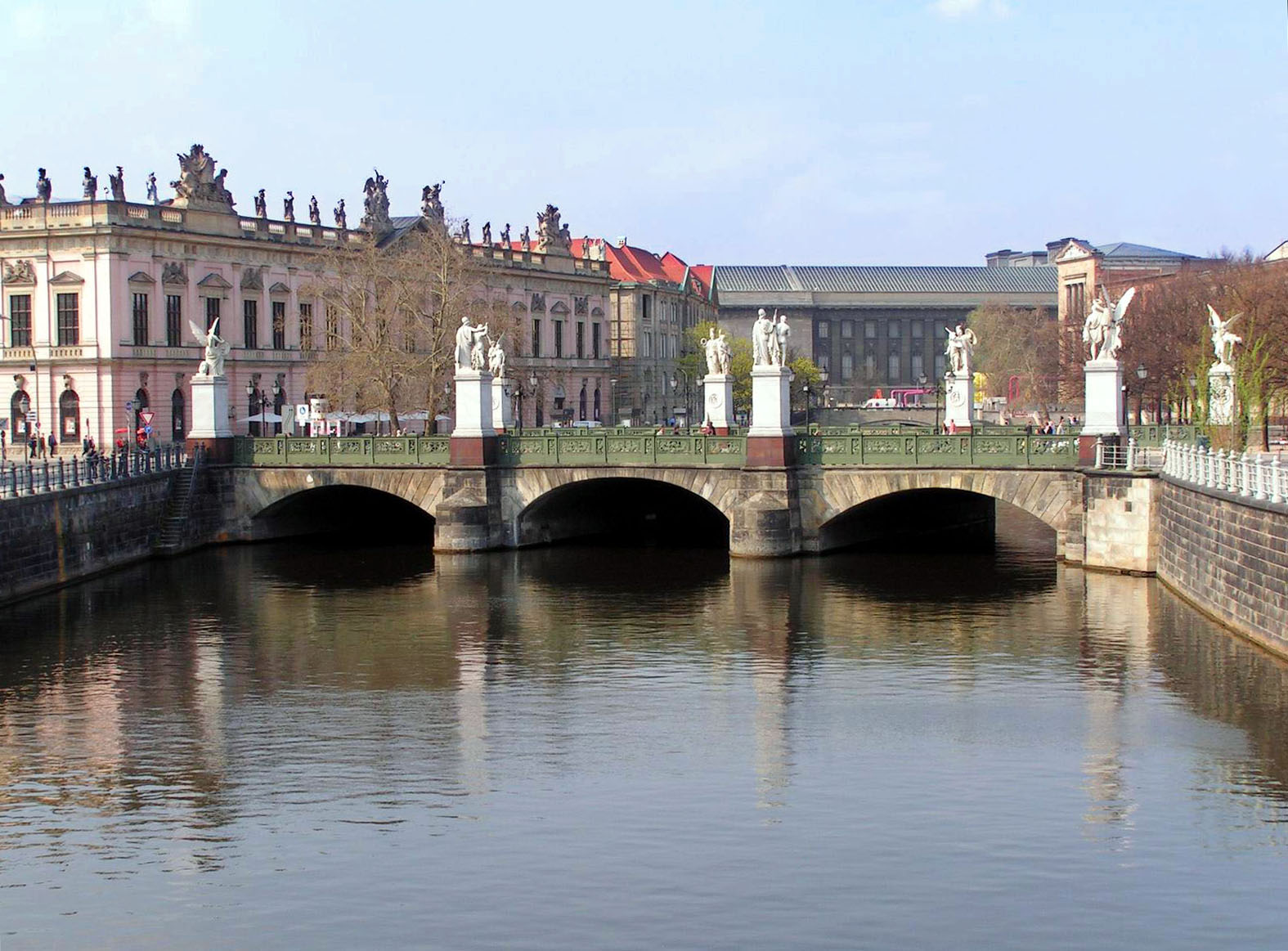
Estremità orientale allo Schlossbrücke (ponte del Castello)
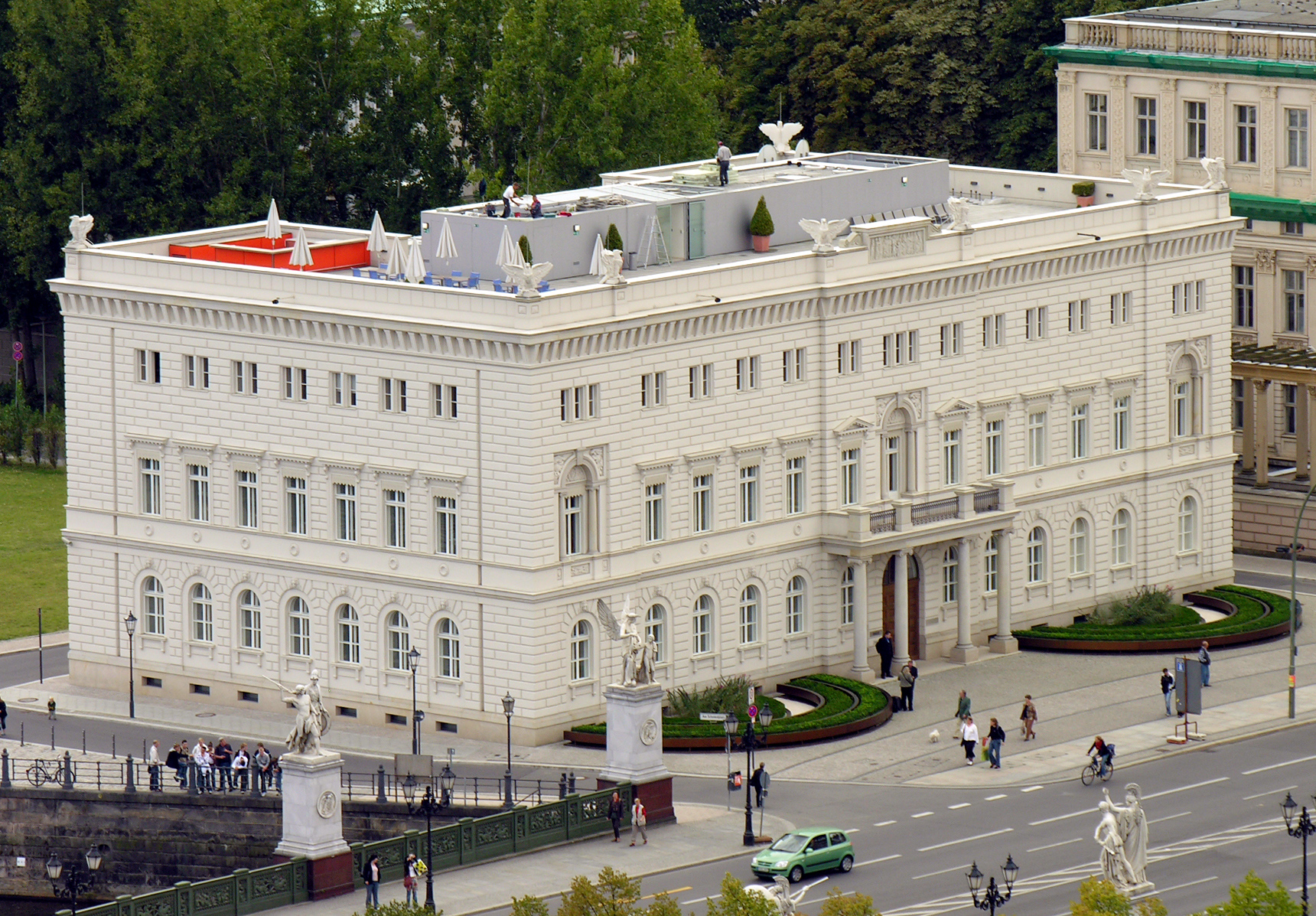
Alte Kommandantur
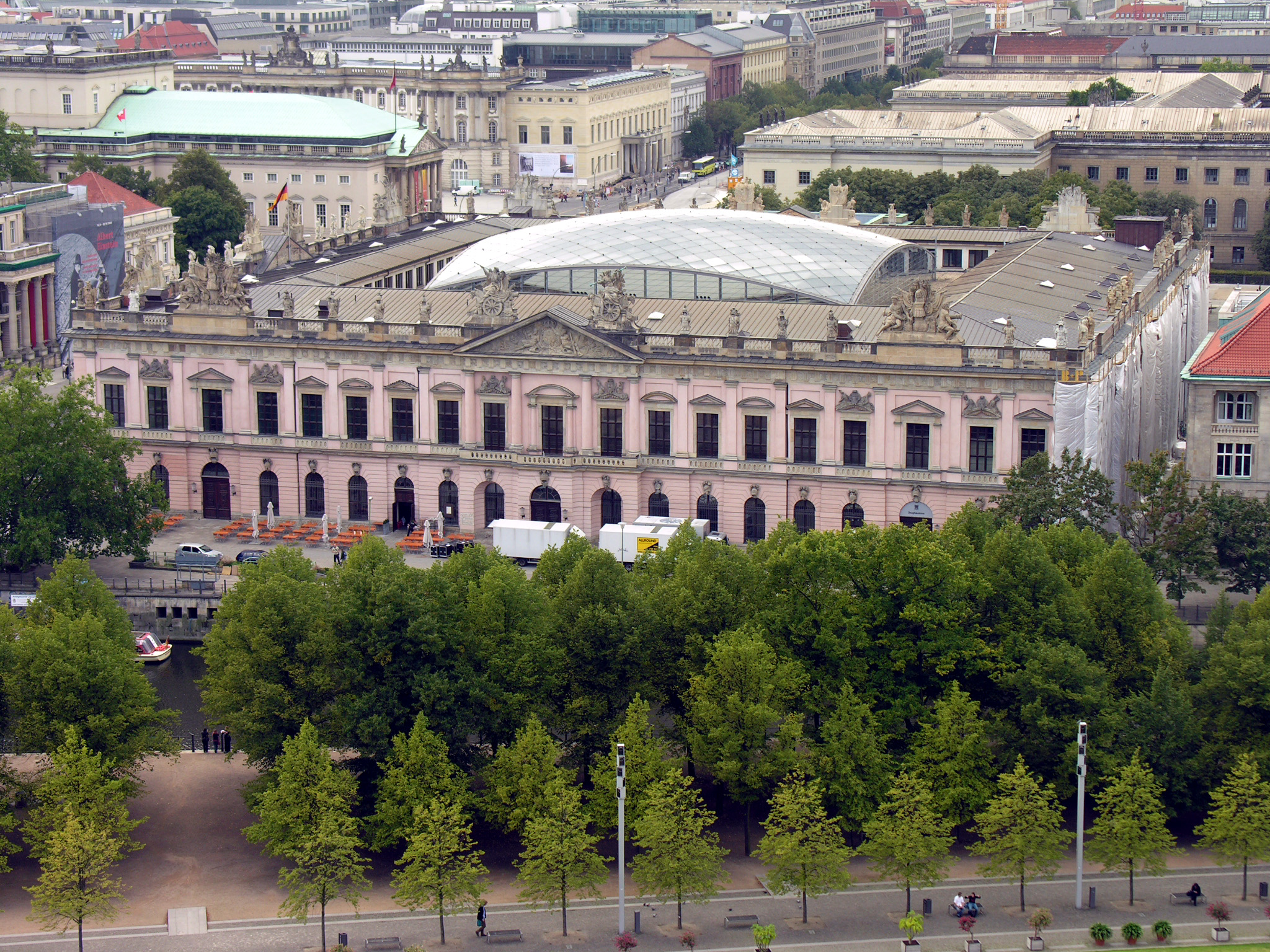
Zeughaus (ora Deutsches Historisches Museum)
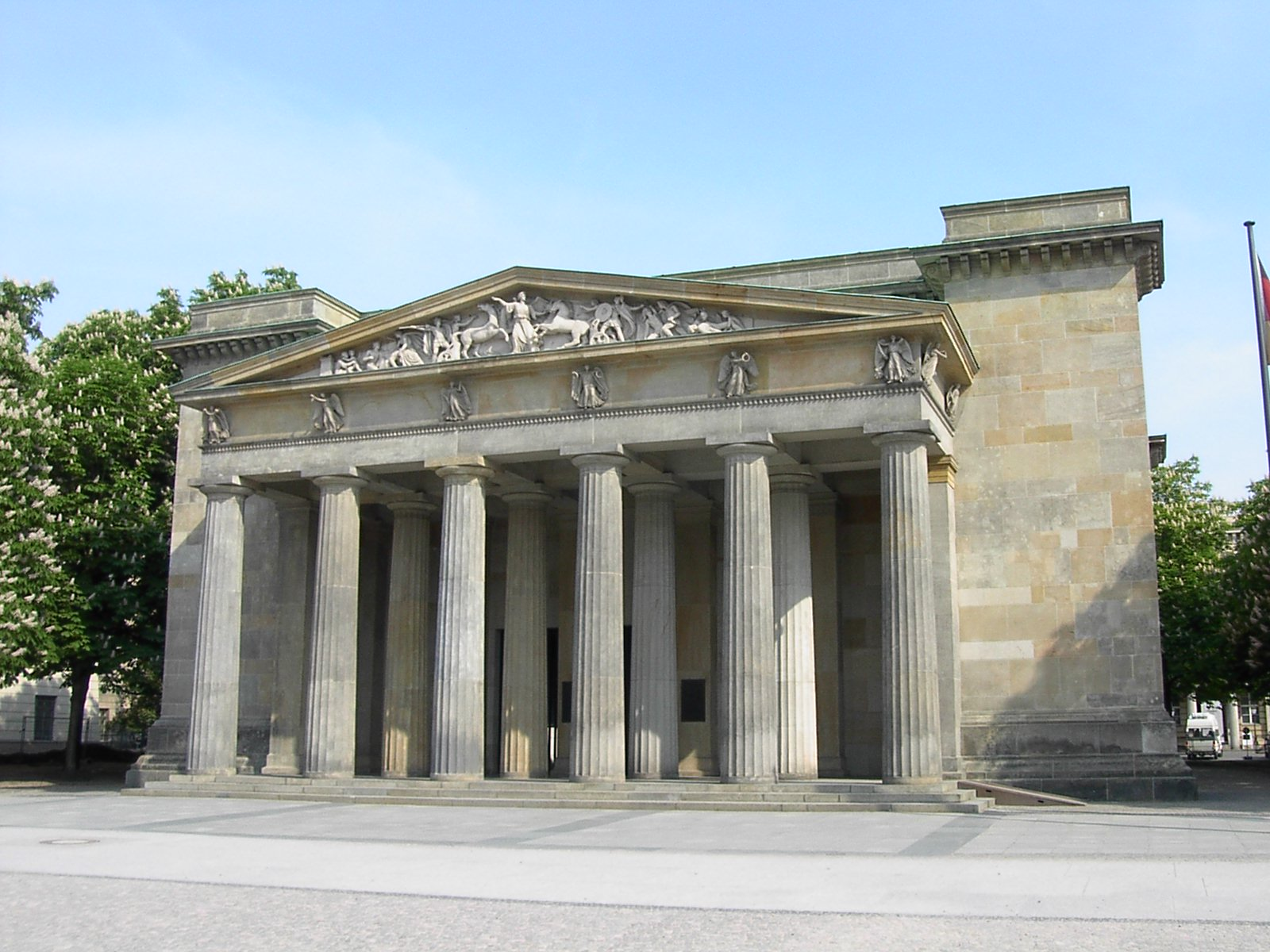
Neue Wache
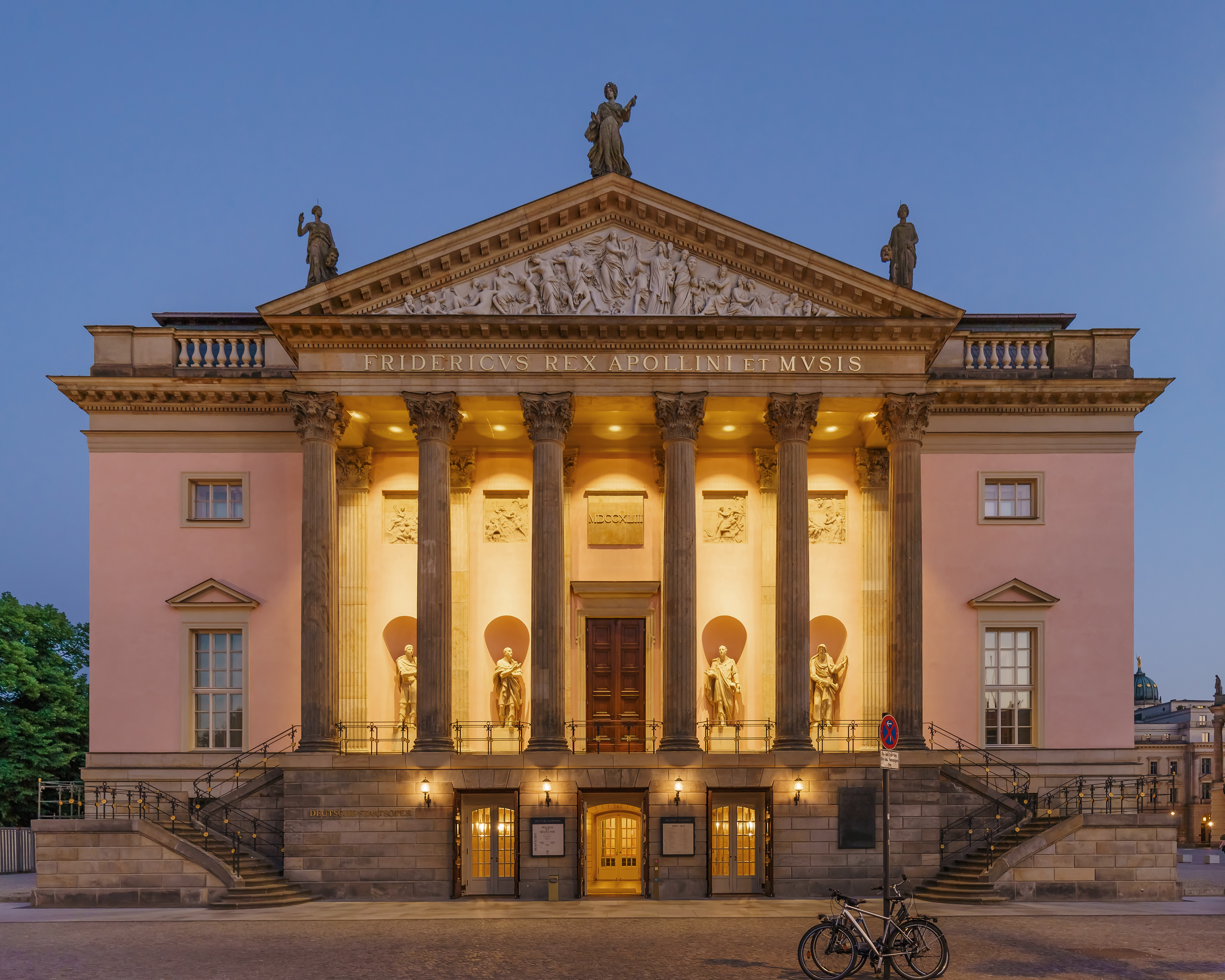
Staatsoper Unter den Linden, sulla Bebelplatz
Università Humboldt di Berlino
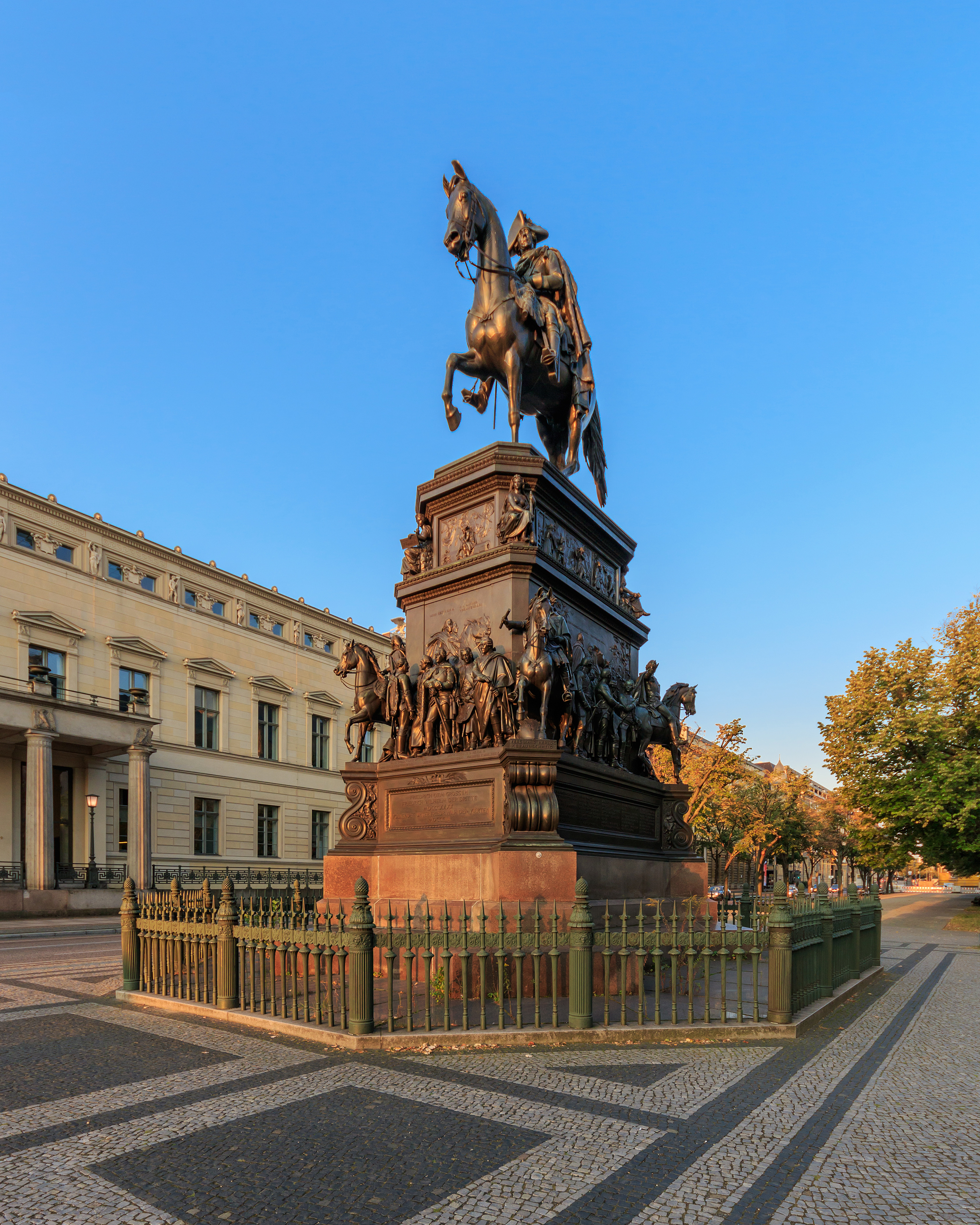
Monumento equestrre al Re Federico II di Prussia, lato est
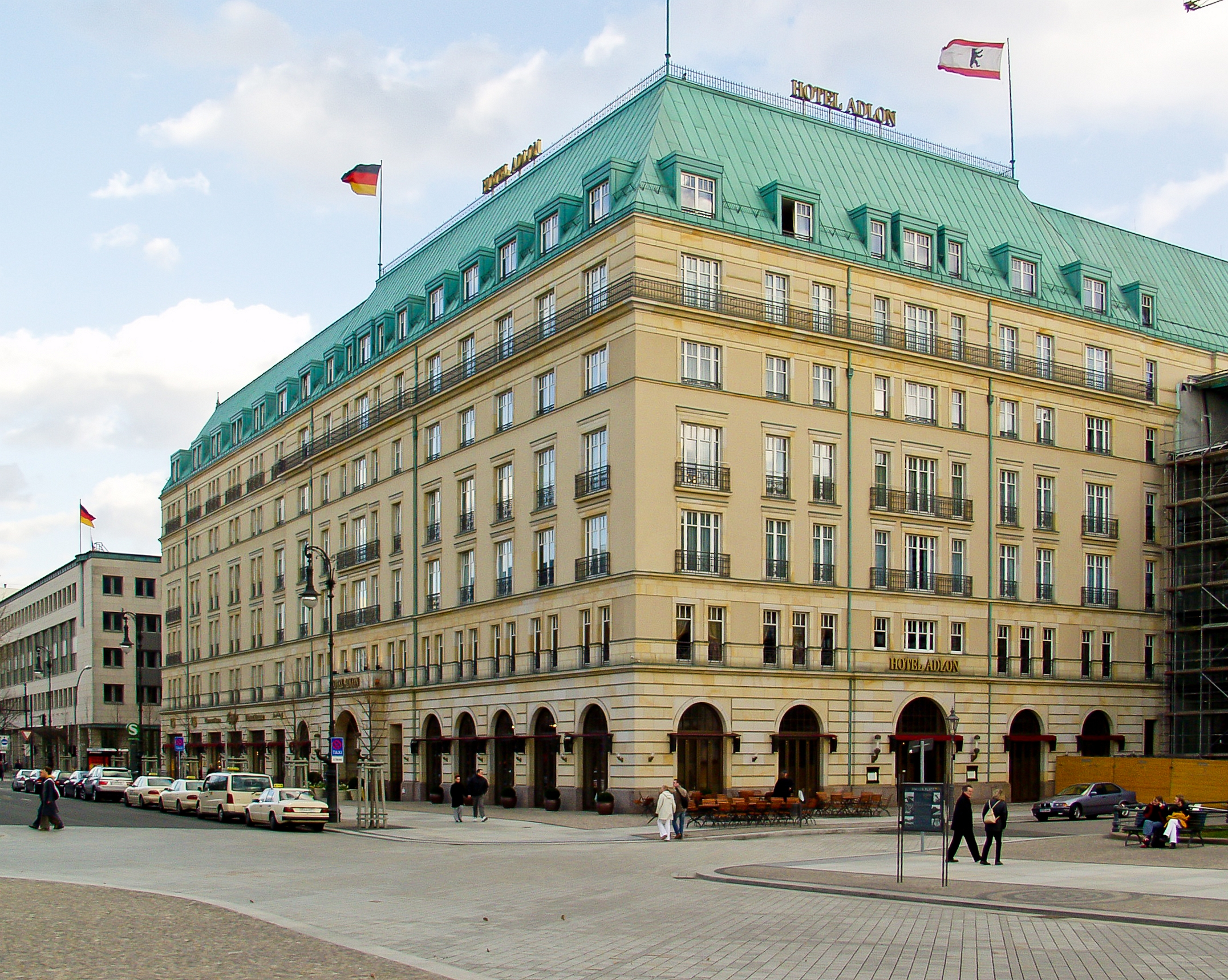
Hotel Adlon
Porta di Brandeburgo nella Pariser Platz, estremità occidentale
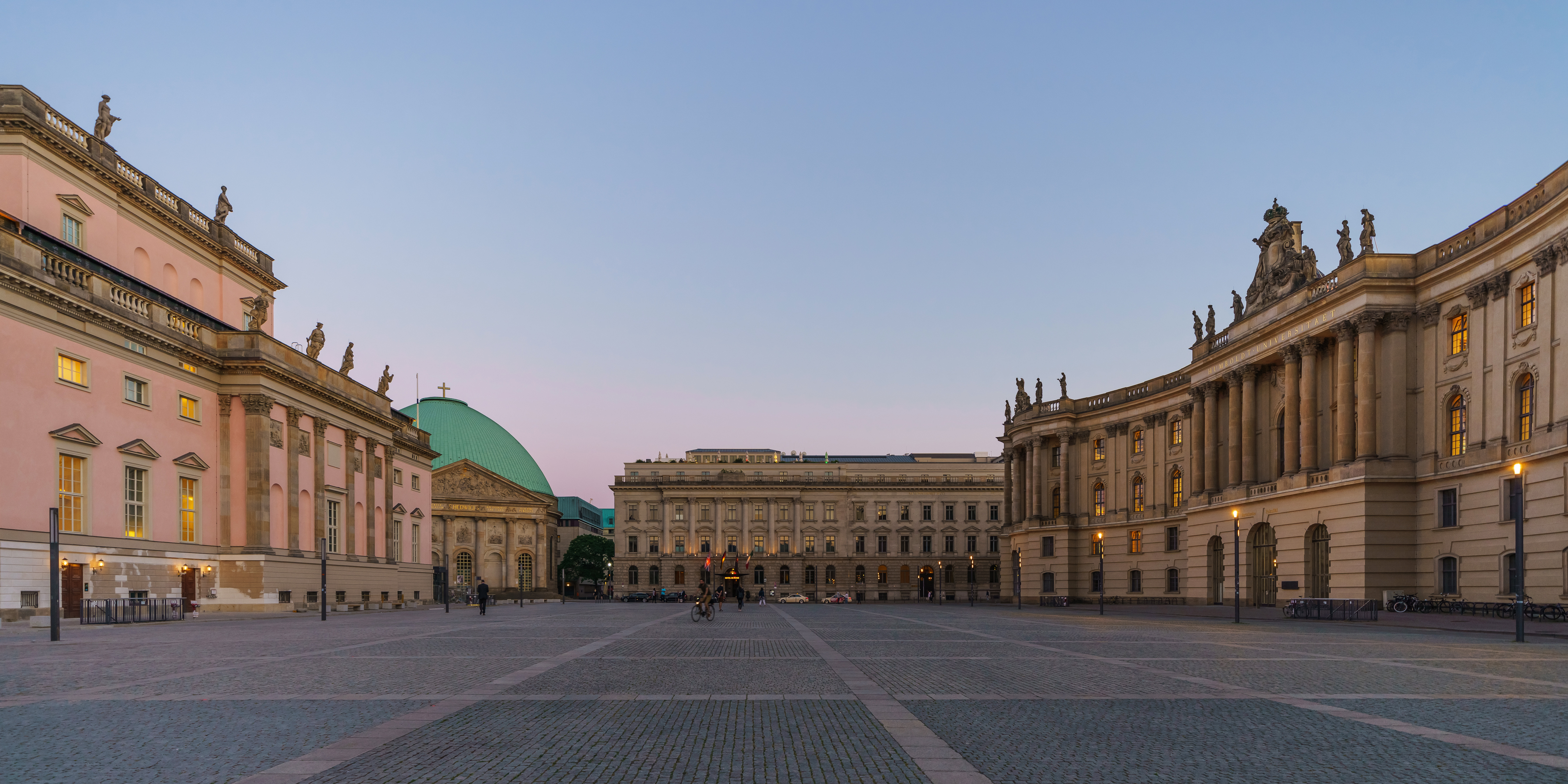
Bebelplatz
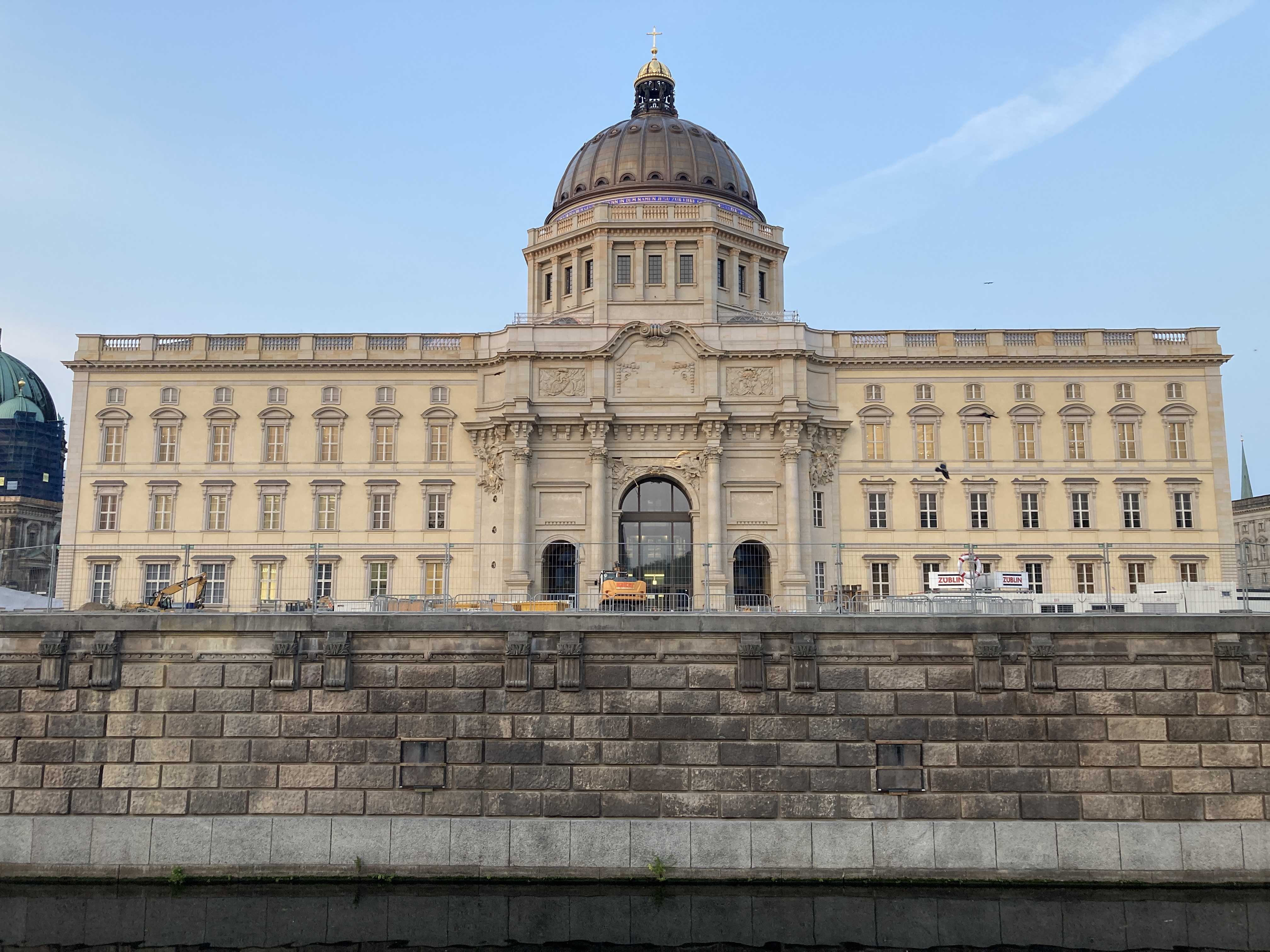
Ricostruzione del Castello di Berlino nel 2020
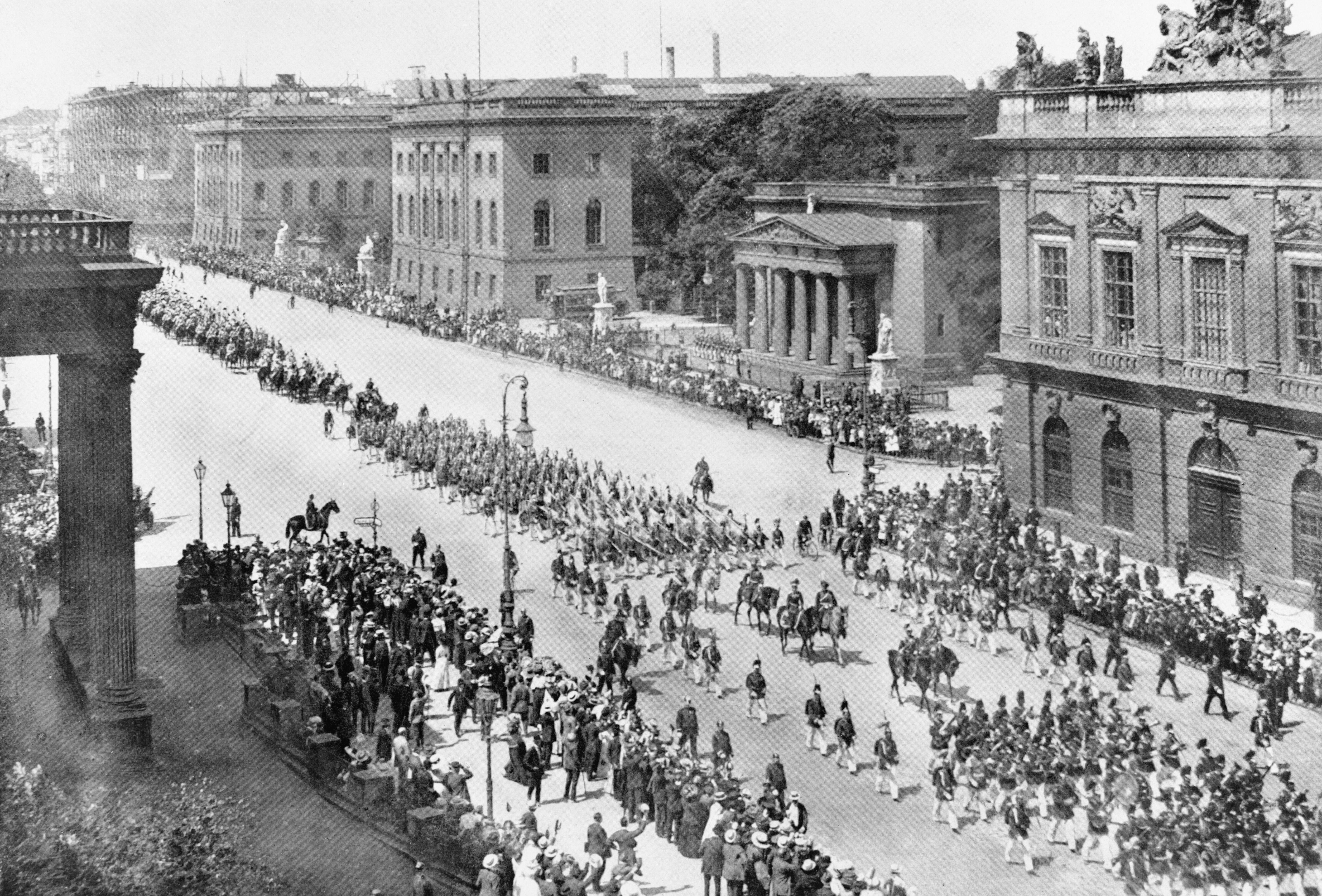
Parata militare poco prima della prima guerra mondiale